# USS Core (CVE-13)
USS Core (CVE-13), (nguyên mang ký hiệu AVG-13, sau đó lần lượt đổi thành ACV-13, CVE-13, CVHE-13, CVU-13 và AKV-41), là một tàu sân bay hộ tống thuộc lớp Bogue của Hải quân Hoa Kỳ trong Chiến tranh Thế giới thứ hai. Nó tham gia chủ yếu trong vai trò chống tàu ngầm đối phương và vận chuyển; và sau khi chiến tranh kết thúc, đang khi trong lực lượng dự bị, nó được xếp lại lớp thành một tàu sân bay trực thăng hộ tống, rồi như một tàu sân bay tiện ích, và cuối cùng như một tàu vận chuyển máy bay, trước khi bị tháo dỡ vào năm 1971.

## Thiết kế và chế tạo
Core được đặt lườn vào ngày 2 tháng 1 năm 1942 như một tàu chở hàng Kiểu C3 theo hợp đồng của Ủy ban Hàng hải Hoa Kỳ với hãng Seattle-Tacoma Shipbuilding tại Tacoma, Washington. Nó được hạ thủy vào ngày 15 tháng 5 năm 1942; được đỡ đầu bởi Bà B. B. Smith, phu nhân Thiếu tá Hải quân Smith. Core được Hải quân Hoa Kỳ trưng dụng vào ngày 1 tháng 5 năm 1942; được xếp lại lớp với ký hiệu lườn ACV-13 vào ngày 20 tháng 8 năm 1942; và được đưa ra hoạt động vào ngày 10 tháng 12 năm 1942 dưới quyền chỉ huy của Thuyền trưởng, Đại tá Hải quân M. R. Greer.

## Lịch sử hoạt động
Rời Puget Sound ngày 6 tháng 2 năm 1943, Core thực hiện việc chuẩn nhận hoạt động tàu sân bay cho phi công tại vùng biển ngoài khơi San Diego, rồi lên đường đi sang bờ Đông Hoa Kỳ, đi đến Norfolk vào ngày 11 tháng 4. Nó tiếp tục việc huấn luyện phi công trong vịnh Chesapeake cho đến ngày 27 tháng 6 khi nó khởi hành như là hạt nhân của Đội Đặc nhiệm 21.12, một trong những đội tìm và diệt tàu ngầm tiền phong của Hoa Kỳ để chống lại tàu ngầm Đức. Trong vai trò bảo vệ cho các đoàn tàu vận tải, hoạt động của các đội này đã góp phần rất đáng kể vào chiến thắng của Trận Đại Tây Dương, và sự đổi mới trong đội hình của chúng là một bước tiến đáng kể trong chiến tranh chống tàu ngầm. Máy bay cất cánh từ Core phối hợp hoạt động cùng các tàu khu trục tháp tùng đã ghi được một số chiến công. Máy bay của nó đã đánh chìm U-487 vào ngày 13 tháng 7 ở tọa độ 27°15′B 34°18′T / 27,25°B 34,3°T và U-67 vào ngày 16 tháng 7 ở tọa độ 30°05′B 44°17′T / 30,083°B 44,283°T. Một trong những tàu hộ tống của nó, tàu khu trục George E. Badger, đã đánh chìm U-613 vào ngày 23 tháng 7 ở tọa độ 35°32′B 28°36′T / 35,533°B 28,6°T. Core quay trở về Norfolk vào ngày 31 tháng 7 sau chuyến tuần tra đầu tiên được xem là thành công nhất. Trong giai đoạn này, nó được xếp lại lớp với ký hiệu mới CVE-13 vào ngày 15 tháng 7 năm 1943.
Trong chuyến tuần tra tìm-diệt thứ hai của Core từ ngày 16 tháng 8 đến ngày 2 tháng 9 năm 1943, máy bay của nó đã đánh chìm U-84 vào ngày 24 tháng 8 ở tọa độ 27°09′B 37°03′T / 27,15°B 37,05°T và U-185 cùng ngày hôm đó ở tọa độ 27°00′B 37°06′T / 27°B 37,1°T. Lại ra khơi lần nữa vào ngày 5 tháng 10 trong thành phần Đội Đặc nhiệm 21.15, máy bay của Core đã đánh chìm U-378 vào ngày 20 tháng 10 ở tọa độ 47°40′B 28°27′T / 47,667°B 28,45°T. Nó quay trở về Norfolk vào ngày 19 tháng 11.
Tiếp theo sau một chuyến tuần tra tìm-diệt khác từ ngày 6 tháng 12 năm 1943 đến ngày 18 tháng 1 năm 1944, Core vận chuyển 56 máy bay tiêm kích P-51 và các hàng hóa khác đến Liverpool từ ngày 6 tháng 2 đến ngày 9 tháng 3. Từ ngày 3 tháng 4 đến ngày 29 tháng 5, nó hoạt động cùng Đội Đặc nhiệm 21.16 tại khu vực Trung và Bắc Đại Tây Dương, rồi khởi hành từ New York vào ngày 24 tháng 6 để vận chuyển 85 máy bay Lục quân đến Glasgow, Scotland, trước khi quay trở lại Norfolk vào ngày 20 tháng 7. Quay trở lại hoạt động chống tàu ngầm vào ngày 8 tháng 8 trong thành phần Đội Đặc nhiệm 22.4, Core tiến hành các cuộc thực tập huấn luyện nhằm đối phó các chiến thuật tàu ngầm của đối phương mới bộc lộ tại vùng biển ngoài khơi Bermuda cho đến ngày 8 tháng 10, khi nó quay về Norfolk để đại tu. Sau một giai đoạn thực tập chuẩn nhận phi công tàu sân bay tại Quonset Point, nó khởi hành từ Norfolk vào ngày 24 tháng 1 năm 1945 dẫn đầu đội đặc nhiệm của nó đối phó với các hoạt động tàu ngầm đối phương được báo cáo ở Bắc Đại Tây Dương, nhưng sương mù và thời tiết xấu đã ngăn trở những cuộc tấn công bất thành. Nó lên đường từ Norfolk vào ngày 3 tháng 4 để gia nhập một đơn vị chống tàu ngầm lớn tập trung tại vịnh Guantanamo vào ngày 7 tháng 4. Hoạt động tại khu vực Trung và Bắc Đại Tây Dương như một phần của chiến dịch Teardrop, các tàu hộ tống của đội đặc nhiệm đã phối hợp đánh chìm U-546 vào ngày 24 tháng 4 ở tọa độ 43°53′B 40°07′T / 43,883°B 40,117°T, sau khi tàu ngầm đối phương phóng ngư lôi đánh chìm tàu khu trục hộ tống Frederick C. Davis. Core quay trở về New York vào ngày 11 tháng 5 để sửa chữa và tiếp liệu.
Rời Norfolk ngày 13 tháng 6 năm 1945, Core đi đến San Diego vào ngày 25 tháng 6. Nó vận chuyển máy bay và nhân viên không lực đến Trân Châu Cảng và Samar rồi quay trở về vào ngày 30 tháng 8. Cho đến ngày 20 tháng 10, nó làm nhiệm vụ vận chuyển giữa Alameda và Seattle, rồi lên đường đi Yokosuka, Nhật Bản trong nhiệm vụ "Magic Carpet", hồi hương cựu quân nhân phục vụ tại Thái Bình Dương quay về bờ Tây Hoa Kỳ. Nó thực hiện hai chuyến đi như vậy từ ngày 20 tháng 10 năm 1945 đến ngày 18 tháng 1 năm 1946.
Core được cho ngừng hoạt động và đưa về lực lượng dự bị vào ngày 4 tháng 10 năm 1946 tại Port Angeles, Washington. Đang khi vẫn trong lực lượng dự bị, con tàu được xếp lại lớp thành một tàu sân bay trực thăng hộ tống mang ký hiệu CVHE-13 vào ngày 12 tháng 6 năm 1955, sau đó là một tàu sân bay tiện ích CVU-13 ngày 1 tháng 7 năm 1958 và cuối cùng là một tàu vận chuyển máy bay T-AKV-41 vào ngày 7 tháng 5 năm 1959. Core được rút khỏi danh sách Đăng bạ Hải quân vào ngày 15 tháng 9 năm 1970 và bị bán để tháo dỡ vào năm 1971.

## Phần thưởng
Core được tặng thưởng một Ngôi sao Chiến đấu do thành tích phục vụ trong Thế Chiến II.